# Abe Sada

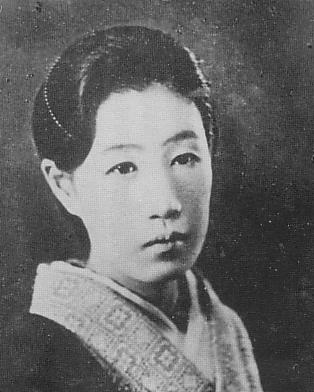
Abe Sada, ca. 1935

Abe Sada (jap. 阿部 定; * 28. Mai 1905 in Kanda, Stadt Tokio; † nach 1970) wurde bekannt durch die erotische Asphyxiation (Strangulation) ihres Geliebten Ishida Kichizō (石田 吉蔵) am 18. Mai 1936, dem darauffolgenden Abschneiden seines Gliedes und seiner Hoden, die sie dann in ihrer Handtasche herumtrug. In Japan wurde diese Geschichte zur nationalen Sensation mit mythischen Untertönen und von verschiedenen Künstlern, Philosophen, Autoren und Filmemachern aufgegriffen.

## Frühes Leben
Abe Sada wurde 1905 als das siebte von acht Kindern von Abe Shigeyoshi und Katsu, einer Familie von Tatami-Mattenherstellern der mittleren Oberschicht im Tokioter Stadtteil Kanda, geboren. Von den vier Kindern, die das Erwachsenenalter erreichten, war Sada die jüngste. Ihr Vater stammt ursprünglich aus der Präfektur Chiba und wurde von der Abe-Familie adoptiert, um bei ihrem Geschäft zu helfen und dieses zu übernehmen. Ihre Mutter ermutigte Sada, Gesangs- und Shamisen-Stunden zu nehmen, beides Aktivitäten, die zur damaligen Zeit eher mit Geishas und Prostituierten verbunden wurden statt als künstlerische Bemühungen. Geishas wurden gefeiert und Sada vernachlässigte die Schule für die Stunden und trug entsprechendes Make-up.
Ihr Bruder Shintarō war ein Frauenheld und lief nach seiner Heirat mit dem Geld seiner Eltern davon. Sadas Schwester Teruko hatte mehrere Geliebte, weswegen ihr Vater sie zur Arbeit in ein Bordell schickte – eine damals nicht unübliche Strafe für promiske Frauen – er holte sie jedoch bald wieder zurück. Als die Familienprobleme um beide immer stärker wurden, wurde sie oft allein aus dem Haus geschickt, wo sie sich mit gleichermaßen unabhängigen Jugendlichen umgab. Mit 15 wurde sie dabei von einem ihrer Bekannten vergewaltigt. Als sie immer unkontrollierbarer wurde, verkauften ihre Eltern sie 1922 an ein Geisha-Haus in Yokohama, in der Hoffnung, ihr einen Platz in der Gesellschaft zu geben, der ihr eine Richtung gab. Abe Toku, Sadas älteste Schwester, bezeugte, dass Sada selbst wünschte, eine Geisha zu werden, während Sada angab, ihr Vater habe sie zur Strafe für ihre Promiskuität dazu gemacht.
Abes Zusammentreffen mit der Welt der Geisha war frustrierend und enttäuschend. Eine Star-Geisha zu werden, verlangte von Kindesbeinen an eine jahrelange Ausbildung in Kunst und Musik. Abe wurde jedoch eine niedrige Geisha, deren Hauptaufgabe Sex war. Sie arbeitete fünf Jahre in diesem Metier, bis sie sich mit Syphilis ansteckte. Da dies bedeutete, sich von nun ebenso wie eine lizenzierte Prostituierte regelmäßig untersuchen lassen zu müssen, entschied sie sich, in diesen besser bezahlten Beruf zu wechseln.

## Frühe 1930er

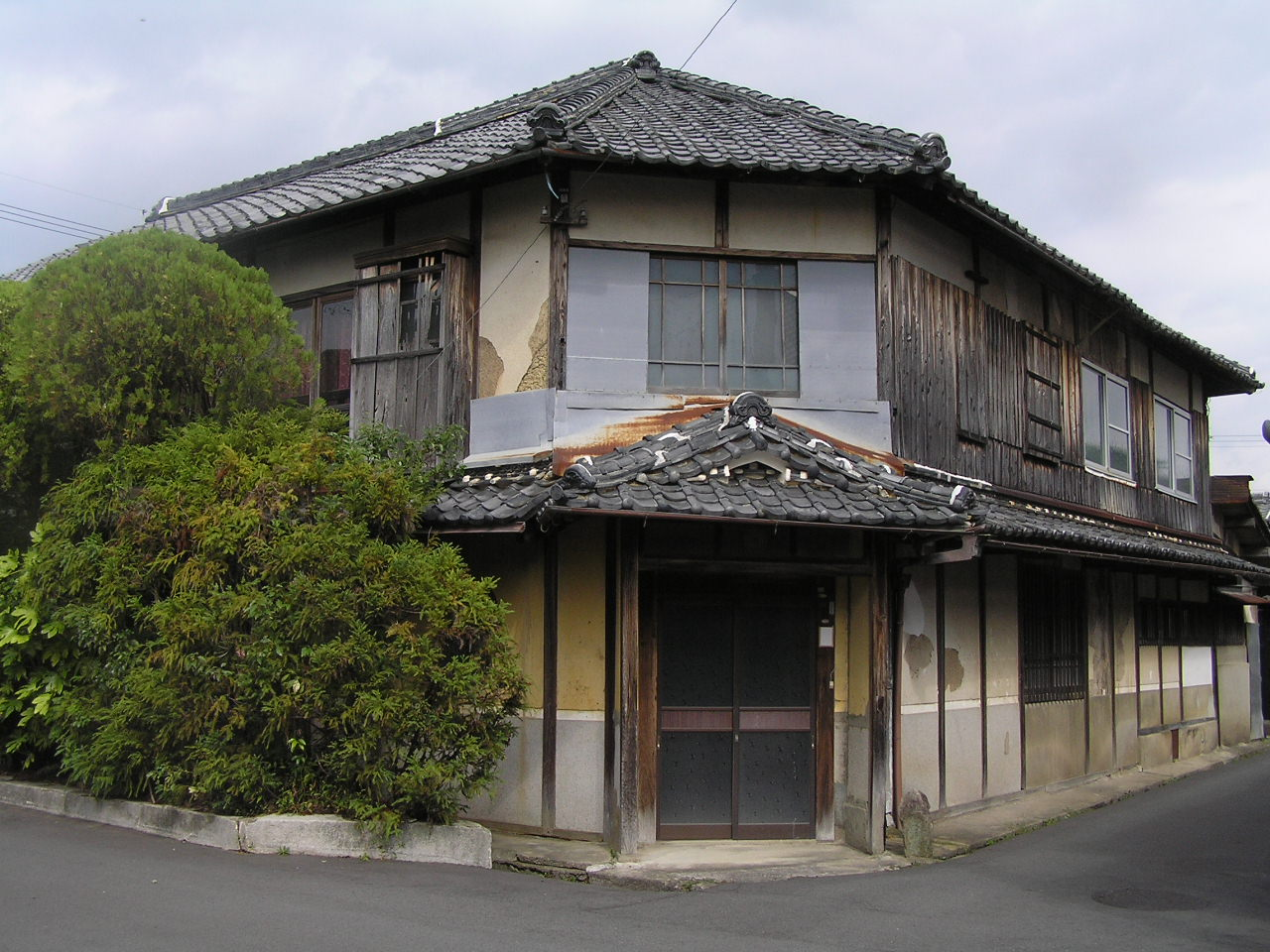
Taishōrō, ihr letzter Arbeitsplatz als lizenzierte Prostituierte

Abe fing an, als Prostituierte in Ōsakas bekanntem Tobita-Rotlichtbezirk zu arbeiten, wo sie für Ärger sorgte: Sie stahl Geld von ihren Klienten und versuchte mehrmals, das Bordell zu verlassen, wurde aber stets von dem gut organisierten legalen Prostitutionssystem aufgespürt. Nach zwei Jahren gelang ihr dann die Flucht und sie fing an, als Kellnerin zu arbeiten. Unzufrieden mit ihrer Entlohnung wurde sie 1932 wieder Prostituierte, diesmal jedoch unlizenziert. Als ihre Mutter im Januar 1933 starb, reiste sie zum Grabbesuch nach Tokio und ging dort der Prostitution nach. Ein Jahr später, im Januar 1934, wurde auch ihr Vater sterbenskrank, und sie pflegte ihn bis zu seinem Tode.
Im Oktober 1934 wurde Abe während einer Polizeidurchsuchung eines unlizenzierten Bordells verhaftet. Kasahara Kinnosuke (笠原 喜之助), ein guter Freund des Bordellbesitzers und einflussreicher Lobbyist der Partei Seiyūkai, sorgte für die Freilassung der Frauen. Da er sich zu Abe hingezogen fühlte und sie keine Schulden hatte, wurde sie seine Geliebte. Kasahara versorgte sie am 20. Dezember 1934 mit einem Haus und Geld. Später sagte er unter Eid: „Sie war eine wirklich starke Frau. Obwohl ich ziemlich abgestumpft bin, erstaunte sie mich. Sie war nicht zufrieden, bis wir es zwei-, drei- oder viermal die Nacht taten. Für sie war es inakzeptabel, wenn ich nicht die ganze Nacht lang ihren Intimbereich berührte. […] Anfangs war es großartig, aber nach ein paar Wochen war ich etwas erschöpft.“ Als Abe wollte, dass er seine Frau verlassen solle, um sie zu heiraten, weigerte er sich. Dann bat sie ihn, sich einen Geliebten suchen zu dürfen, was er ebenfalls ablehnte. Daraufhin endete ihre Beziehung und Abe floh 1935 nach Nagoya.
Dort versuchte sie wieder, durch Kellnerei der Prostitution zu entkommen. Sie begann eine Beziehung mit einem Kunden des Restaurants, Ōmiya Gorō (大宮 五郎), einem Professor und Bankier mit Ambitionen auf einen Sitz im Kokkai. Da ihr Arbeitgeber eine Beziehung mit einem Kunden nicht erlauben würde und gelangweilt von Nagoya, zog sie im Juni nach Tokio zurück. Ōmiya traf dort wieder auf Abe und als er von ihrer Syphiliserkrankung erfuhr, bezahlte er ihr eine Kur in Kusatsu von November bis Januar 1936. Ōmiya schlug ihr vor, mit einem Restaurant finanziell unabhängig zu werden, und empfahl, vorher in die Lehre zu gehen.

## Bekanntschaft mit Ishida Kichizō
Am 1. Februar 1936 begann sie ihre Lehre im Yoshida-ya, das in den 1920er Jahren von Ishida Kichizō im Tokioter Bezirk Nakano gegründet wurde. Ishida war ein Schürzenjäger, so dass das Restaurant hauptsächlich von seiner Frau geführt wurde. Er machte ihr Avancen, und da Ōmiya sie nicht sexuell befriedigte, gab sie nach. Am 23. April 1936 trafen sie sich zu einem „kurzen Liebesabenteuer“ in einem Machiai, dem damaligen Gegenstück der heutigen Love Hotels, in Shibuya, verbrachten aber dann dort vier Tage im Bett. In der Nacht des 27. Aprils 1936 zogen sie in ein anderes Machiai zum Sex, teilweise in Anwesenheit einer singenden Geisha oder des Personals, das ihre Getränke nachfüllte. Danach ging ihr Liebesmarathon im Viertel Ogu weiter. Ishida kehrte erst am Morgen des 8. Mai 1936 in sein Restaurant zurück. Abe sagte später über ihn: „Es ist schwer zu sagen, was ich an ihm gut fand. Aber ich kann nichts Schlechtes sagen über sein Aussehen, sein Verhalten, seine Fähigkeit als Liebhaber, die Art, wie er seine Gefühle ausdrückte. Ich hatte noch nie so einen sexy Mann getroffen.“
Nachdem sie sich getrennt hatten, wurde Abe eifersüchtig und begann zu trinken. Eine Woche vor dem Mord dachte sie über diese Tat nach. Am 9. Mai 1936 besuchte sie ein Theaterstück, in dem eine Geisha ihren Geliebten mit einem Messer angreift. Zwei Tage später verpfändete sie einen Teil ihrer Sachen, um Sushi und ein Küchenmesser zu kaufen. Abe beschrieb später ihr nächstes Treffen mit Ishida wie folgt: „Ich zog das Messer aus meiner Tasche, bedrohte ihn, wie ich es in dem Stück gesehen hatte, und sagte ‚Kichi, du hast diesen Kimono getragen, nur um einen Lieblingskunden zu erfreuen. Ich werde dich Bastard dafür umbringen.‘ Ishida erschrak und machte einen Schritt zurück, aber er schien vergnügt zu sein.“

## „Abe-Sada-Zwischenfall“

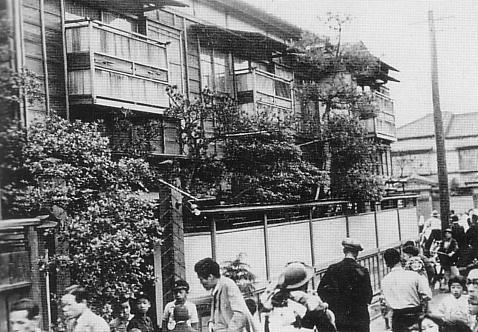
Schauplatz des „Abe-Sada-Zwischenfalls“

Ishida und Abe kehrten nach Ogu zurück, wo sie bis zu seinem Tod blieben. Während ihres Liebesaktes legte Abe das Messer an seinen Penis an und sagte, sie werde sicherstellen, dass er ihr nie untreu werde, was Ishida mit Lachen erwiderte. Nach zwei Tagen des Geschlechtsverkehrs begann Abe ihn zu würgen, Ishida animierte sie weiterzumachen und würgte sie auch. Am Abend des 16. Mai benutzte sie dafür ihren Obi, und nachdem sie dies zwei Stunden lang wiederholten, verzerrte sich Ishidas Gesicht, ohne wieder normal zu werden. Abe benutzte ein Sedativum namens Calmotin, um seine Schmerzen zu stillen. Als Ishida langsam ohnmächtig wurde, sagte er: „Du wirst den Gürtel wieder um meinen Hals legen und abschnüren, wenn ich schlafe, oder…? Wenn du anfängst, höre nicht auf, weil das danach schmerzhaft ist.“
Um 2 Uhr am Morgen des 18. Mai strangulierte sie ihn während seines Schlafes zu Tode. Nachdem sie mehrere Stunden lang neben seinem Körper gelegen hatte, trennte sie seine Genitalien mit dem Küchenmesser ab, packte sie in einer Zeitschrift ein und trug sie bis zu ihrer Verhaftung drei Tage später mit sich. Mit dem Blut schrieb sie auf Ishidas linken Schenkel und das Laken Sada, Ishida no Kichi futari kiri (定、石田の吉二人キリ, „Sada, Ishida Kichi zusammen“) und ritzte ihren Namen in seinen linken Arm. Danach zog sie sich seine Unterwäsche an, verließ den Ort um 8 Uhr morgens und bat das Personal, Ishida nicht zu stören. Auf die Frage, warum sie seine Genitalien abgetrennt habe, antwortete sie: „Weil ich nicht seinen Kopf oder Körper mit mir nehmen konnte. Ich wollte den Teil mit mir nehmen, der mir die lebhaftesten Erinnerungen brachte.“
Danach traf sie sich mit Ōmiya Gorō, bat mehrmals um Entschuldigung, wobei er annahm, es gehe darum, dass sie ihn betrogen habe, wobei sie tatsächlich um Verzeihung dafür bat, seine politische Karriere zerstört zu haben, wie es mit der Berichterstattung der Zeitungen ab dem 19. Mai geschehen sollte.

## „Abe-Sada-Panik“

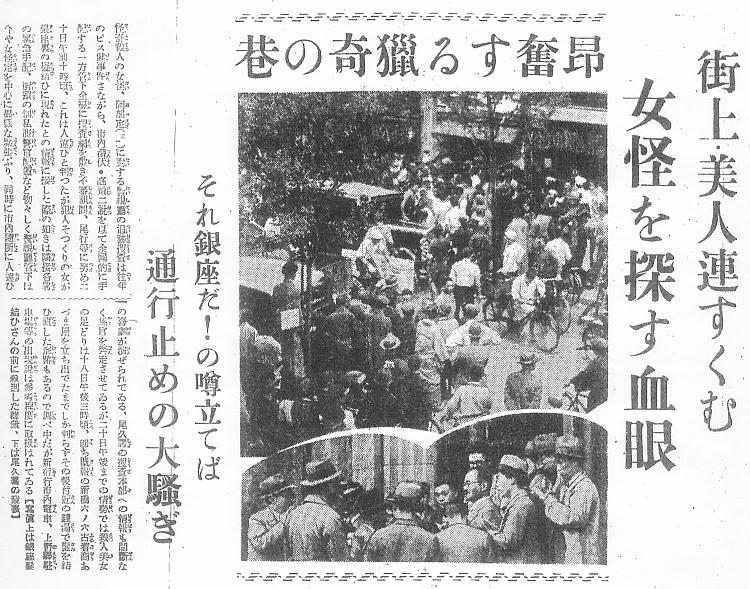
„Abe-Sada-Panik“ in der Tōkyō Asahi Shimbun vom 21. Mai 1936

Die Geschichte wurde zur nationalen Sensation und die resultierende Hysterie wurde „Abe-Sada-Panik“ genannt. Die Polizei erhielt Meldungen von Abe-Sichtungen aus verschiedenen Städten, wobei fast eine Massenpanik in Ginza ausgelöst wurde und zu einem großen Verkehrsstau führte. In Bezugnahme auf den Zwischenfall vom 26. Februar (ni ni-roku jiken) wurde das Verbrechen scherzhaft als „Zwischenfall vom 18. Mai“ (go ichi-hachi jiken) bezeichnet.
Den 19. Mai verbrachte sie wie einen gewöhnlichen Tag. Am 20. schrieb sie in einem Gasthaus in Shinagawa Abschiedsbriefe an Ōmiya, einen Freund und Ishida. Sie praktizierte Nekrophilie und plante für die folgende Woche ihren Selbstmord am Berg Ikoma.
Um vier Uhr nachmittags erhielt sie Besuch von der Polizei, der ihr Pseudonym, mit dem sie sich im Gasthaus registriert hatte, verdächtig vorkam. Abe stellte sich vor und überzeugte die zweifelnden Polizisten, indem sie ihnen die Genitalien als Beweis zeigte.
Was diesen Fall von Dutzenden ähnlichen Fällen in Japan unterscheidet, sah William Johnston darin, dass sie nicht aus Eifersucht, sondern aus Liebe tötete. Mark Schreiber bemerkt, dass der Zwischenfall zu einer Zeit geschah, als die japanischen Medien ständig über extreme politische und militärische Probleme berichteten, wie den Zwischenfall vom 26. Februar oder den anstehenden Krieg gegen China. Ein derartig sensationalistischer Sexskandal diente als willkommene Abwechslung von den verstörenden Ereignissen dieser Zeit. Der Zwischenfall passte auch zur damals beliebten Stilrichtung des erotisch-grotesken Nonsense (ero-guro nansensu) und der Vorfall um Abe Sada sollte dieses Genre auf Jahre dominieren.
Als die Details des Verbrechens öffentlich gemacht wurden, begannen Gerüchte um die außergewöhnliche Größe des Gliedes die Runde zu machen, was jedoch von einem Polizisten und Abe dementiert wurde. Sein Penis und Hoden wurden in das pathologische Museum der medizinischen Fakultät der Universität Tokio verbracht, wo sie bis nach Ende des Zweiten Weltkriegs ausgestellt wurden, danach aber verschwanden.

## Gerichtsurteil
Ihr Gerichtsverfahren begann am 25. November 1936 und schon um fünf Uhr morgens bildeten sich Schlangen vor dem Gebäude. Der Richter gab an, von einigen Details sexuell erregt worden zu sein, sorgte aber für die seriöse Durchführung des Verfahrens. Abes Plädoyer vor dem Urteilsspruch begann mit: „Was ich am meisten an diesem Vorfall bedauere, ist, dass ich als eine Art sexuelle Perverse missverstanden werde … Es gab in meinem Leben keinen Mann wie Ishida. Es gab Männer, die ich mochte und mit denen ich, ohne Geld zu verlangen, schlief, aber für keinen fühlte ich wie gegenüber ihm.“
Am 21. Dezember wurde Abe wegen Mordes mit bedingtem Vorsatz und der Leichenschändung zu 6 Jahren Freiheitsentzug verurteilt, obwohl die Staatsanwaltschaft 10 Jahre forderte und Abe selbst die Todesstrafe wünschte. Sie kam in die Frauenstrafanstalt Tochigi als Insassin Nummer 11. Am 10. November 1940 erhielt sie anlässlich des 2600-jährigen Jubiläums der Reichsgründung durch den mythologischen Kaiser Jimmu eine Strafminderung und wurde genau fünf Jahre nach dem Mord am 17. Mai 1941 freigelassen.
Die Polizeiaufzeichnungen von Abes Verhör und ihr Geständnis wurden 1936 ein nationaler Bestseller. Christine L. Marran setzt die Faszination für Abes Geschichte in den Kontext des dokufu-Stereotyps (毒婦, „Giftfrau“), ein transgressiver weiblicher Charaktertypus, der in den 1870ern in Japan in Fortsetzungsromanen und Bühnenstücken aufkam. In dessen Verlauf erschienen in den späten 1890ern beichtende Autobiographien verurteilter Frauen. In den frühen 1910ern erhielten derartige Autobiographien zunehmend einen unapologetischen Ton und kritisierten Japan und die Gesellschaft. So schrieb Kanno Sugako, die 1911 wegen des Hochverratszwischenfalls, einer Verschwörung zur Ermordung Kaiser Meijis, gehängt wurde, offen rebellische Essays im Gefängnis. Kaneko Fumiko, die wegen ihres Plans eines Bombenattentats gegen die kaiserliche Familie die Todesstrafe erhielt, benutzte ihr Berüchtigtsein, um sich gegen das kaiserliche System und den Rassismus und Paternalismus, den es erzeugte, auszusprechen. Abes Geständnis wurde zur meistverbreiteten Erzählung einer verurteilten Verbrecherin in Japan. Marran weist darauf hin, dass Abe, im Gegensatz zu den vorangegangenen ähnlichen Autobiographen, ihre Sexualität und Liebe zu ihrem Opfer betonte.

## Späteres Leben
Nach ihrer Freilassung nahm Abe ein Pseudonym an. Als Geliebte eines „ernsthaften Mannes“, den sie in ihren Memoiren als Y bezeichnete, zog sie zuerst in die Präfektur Ibaraki und dann in die Präfektur Saitama. Als Y und dessen Umfeld ihre wahre Identität erfuhren, zerbrach ihre Beziehung.
Um die öffentliche Aufmerksamkeit von der Politik und der Kritik an den Besatzungsbehörden abzulenken, ermunterte die Regierung Yoshida offen eine Politik der 3 „S“ – „Sport, Screen, Sex“. Dies stellte eine Abkehr von der strengen Vorkriegszensur von obszönem oder unmoralischem Material dar und führte zu einer Änderung der Literatur über Abe. Vorkriegsschriften wie Abe Sada no seishin bunseki teki shindan („psychoanalytische Diagnose von Abe Sada“) von 1937 stellten Abe als Beispiel der ungezügelten weiblichen Sexualität und deren Gefahr für das patriarchale System dar. In der Nachkriegszeit behandelte man sie als Kritikerin des Totalitarismus und Symbol der Freiheit von unterdrückenden politischen Ideologien. Abe wurde zum beliebten Sujet von Hoch- und Populärliteratur. Der buraiha-Schriftsteller Oda Sakunosuke schrieb zwei Geschichten basierend auf Abe, und ein Artikel aus dem Juni 1949 merkte an, dass Abe versucht habe, ihren Namen zu säubern, nachdem Berge von erotischen Büchern über sie erschienen.
1946 interviewte der Schriftsteller Sakaguchi Ango Abe und behandelte sie als Autorität bezüglich Sexualität und Freiheit. Sakaguchi bezeichnete Abe als „sanfte, warme Figur der Erlösung zukünftiger Generationen“. 1947 wurde O-Sada Iro Zange („Sadas erotisches Geständnis“) ein nationaler Bestseller mit über 100.000 verkauften Exemplaren. Das Buch war in Interviewform geschrieben, basierte aber auf den Verhörprotokollen. Daraufhin verklagte Abe den Autor Kimura Ichirō wegen übler Nachrede und Verleumdung, was vermutlich vor Gericht mit einem Vergleich endete. Als Antwort schrieb sie ihre Autobiographie Abe Sada Shuki („Aufzeichnungen von Abe Sada“), in der sie, im Gegensatz zu Kimuras Darstellung ihrer Person als Perverse, ihre Liebe zu Ishida betonte. Die erste Ausgabe des Magazins Jitsuwa (実話) vom Januar 1948 enthielt vorher unveröffentlichte Fotos des Vorfalls mit der Überschrift „Ero-guro des Jahrhunderts! Erstveröffentlichung. Illustration des Abe-Sada-Zwischenfalls.“ Zurückblickend auf die unterschiedliche Darstellung von Abe Sada, bezeichnete die Ausgabe vom Juni 1949 des Monthly Reader sie als „Heldin jener Zeit“, weil sie ihren eigenen Begierden in einer Zeit der „falschen Moral“ und Unterdrückung folgte.
Abe schlug Kapital aus ihrer Bekanntheit, indem sie sich von einem populären Magazin interviewen ließ und mehrere Jahre lang in einer Wanderbühnenproduktion namens Shōwa Ichidai Onna (昭和一代女, „eine Frau der Shōwa-Generation“) auftrat. Ab 1952 kellnerte sie in der Arbeiterkneipe Hoshikikusui in Inarichō, Shitaya im Zentrum Tokios 20 Jahre lang, wobei sie von der örtlichen Restaurantvereinigung auch als Modellangestellte ausgezeichnet wurde. Der Filmkritiker Donald Richie besuchte in den 60ern mehrfach das Hoshikikusui und beschrieb in seinem Buch Japanese Portraits, wie Abe dramatisch auf eine lautstarke Gruppe von Trinkern zulief: Sie stieg eine lange Treppe hinab und fixierte einzelne Personen. Die Männer in der Kneipe bedeckten dann ihren Schritt mit ihren Händen und schrien Dinge wie „Versteckt die Messer!“ und „Mir ist bange auf’s Klo zu gehen.“, woraufhin sie auf das Geländer schlug, die Gruppe anstarrte, bis eine unangenehme Stille herrschte, und dann mit dem Ausschank begann. Richie kommentiert: “…she had actually choked a man to death and then cut off his member. There was a consequent frisson when Sada Abe slapped your back.” („… sie hatte immerhin einen Mann zu Tode gewürgt und dann sein Glied abgeschnitten. Es schauderte dich jedes Mal, wenn Abe Sada dir mit ihrer Hand einen Klaps auf den Rücken gab.“)
1969 hatte Abe einen Gastauftritt im Abschnitt Abe Sada Jiken des dramatisierenden Dokumentarfilms Meiji, Taishō, Shōwa: Ryōki Onna Hanzaishi von Regisseur Ishii Teruo, und die letzte bekannte Photographie von ihr stammt ebenfalls von August dieses Jahres. 1970 verschwand sie aus der Öffentlichkeit. Als der Film Im Reich der Sinne Mitte der 1970er geplant wurde, fand Regisseur Oshima Nagisa sie nach erfolgreicher Suche mit geschorenem Haar in einem Nonnenkloster in Kansai.

## Erbe
Jahrzehnte nach dem Vorfall und ihrem Rückzug zog sie weiterhin das öffentliche Interesse auf sich. Neben dem Dokumentarfilm, in dem sie vor ihrem Rückzug aus der Öffentlichkeit auftrat, erschienen drei erfolgreiche Verfilmungen der Geschichte. Daneben verwendete der 1983 erschienene Nikkatsu-Roman-Porno Sexy Doll: Abe Sada Sansei (セクシードール　阿部定３世, dt. „Sexy Doll: Abe Sada III.“) ihren Namen im Titel. Eine Biografie mit 438 Seiten erschien 1998 in Japan und William Johnston schrieb das erste englischsprachige Buch über sie unter dem Titel Geisha, Harlot, Strangler, Star. A Woman, Sex, and Morality in Modern Japan, welches 2005 veröffentlicht wurde.
2003 berichtete die Mainichi Shimbun über Makise Akane, eine Stripperin, die penisförmige Puppen namens Chinkichi produzierte – ein Kofferwort, zusammengesetzt aus dem japanischen Slang für Penis einerseits und Kichi für Kichizō Ishida andererseits.
Im März 2007 gewann eine vierköpfige Noise-Band aus dem australischen Perth namens Abe Sada ein Musikstipendium des Department of Culture and the Arts des Bundesstaats Western Australia für eine Japantour zwischen Juni und Juli 2007.

### In der Literatur (Auswahl)
- Abe Sada: Abe Sada shuki (阿部定手記). Shimbashi Shobō, Tokio 1948.
- Funabashi Seiichi: Abe Sada gyōjōki (阿部定行状記). August 1947
- Kimura Ichirō: O-Sada iro zange (お定色ざんげ). 1947
- Fuyuki Takeshi: Aiyoku ni nakinureta onna. Abe Sada no tadotta hansei (愛欲に泣きぬれる女-あべさだの辿つた半生). März 1947
- Nagata Mikihiko: Jitsuroku: Abe Sada bzw. Jōen ichidai onna. Fortsetzungsroman, September 1950–August 1951.
- Oda Sakunosuke: Sesō (世相). 1946, Kurzgeschichte.
- Oda Sakunosuke: Yōfu (妖婦). 1947, Kurzgeschichte.
- Satō Makoto: Abe Sada no inu (阿部定の犬). 1975.
- Sekine Hiroshi: Abe Sada. 1971. Gedicht.
- Tōkyō Seishin Bunsekigaku Kenkyōjo: Abe Sada no seishin bunseki teki shindan (阿部定の精神分析的診断). 1937.
- Watanabe Jun’ichi: Shitsurakuen (失楽園). 1997. Roman basierend auf dem Vorfall.[64]

### Im Film
- Abschnitt Abe Sada Jiken des Dokumentarfilms Meiji, Taishō, Shōwa: Ryōki Onna Hanzaishi (明治大正昭和　猟奇女犯罪史) von Regisseur Ishii Teruo. Abe Sada hatte darin einen Gastauftritt, wurde aber sonst von Kagawa Yukie gespielt.[59]

Ihr Leben wurde viermal verfilmt:
- 1975: Die Geschichte der Abe Sada (Jitsuroku Abe Sada) von Tanaka Noboru war ein Roman Porno, der jedoch international vom folgenden, freizügigeren Film überschattet wurde:
- 1976: Im Reich der Sinne (Ai no korīda/L’empire des sens) von Oshima Nagisa, der bei seiner Aufführung auf der Berlinale 1976 von der Staatsanwaltschaft erst beschlagnahmt wurde, aber ein Jahr später von der Filmbewertungsstelle Wiesbaden das Prädikat „besonders wertvoll“ erhielt.
- 1998: Sada von Obayashi Nobuhiko
- 1999: Heisei-ban Abe Sada: Anta ga Hoshii (平成版　安部定　あんたが欲しい) von Hamano Sachi[65]